# Basquetebol nos Jogos Olímpicos de Verão de 2004
O torneio de basquetebol nos Jogos Olímpicos de Verão de 2004 foi disputado na Arena Indoor do Complexo Olímpico Helliniko nas fases preliminares e no Olympic Indoor Hall do Centro Olímpico de Atenas nas fases finais. 
A vitória da Argentina nos Estados Unidos na semifinal do basquete masculino significou a primeira vez desde Barcelona 1992, quando a inscrição de atletas da NBA foi permitida, que os americanos não disputaram o ouro olímpico e pela terceira vez não estiveram na final.
Na final masculina, a Argentina venceu a Itália, e faturou a inédita medalha de ouro, o primeiro ouro sul-americano no basquete olímpico. No feminino, os Estados Unidos confirmaram o favoritismo e conquistaram a medalha de ouro.

## Masculino
| Ouro | Prata | Bronze |
| Argentina Rubén Wolkowyski Carlos Delfino Andrés Nocioni Leonardo Gutiérrez Luis Scola Hugo Sconochini Gabriel Fernández Walter Herrmann Fabricio Oberto Alejandro Montecchia Manu Ginóbili Juan Ignacio Sánchez | Itália Luca Garri Roberto Chiacig Michele Mian Massimo Bulleri Rodolfo Rombaldoni Alex Righetti Denis Marconato Matteo Soragna Giacomo Galanda Gianluca Basile Nikola Radulović Gianmarco Pozzecco | Estados Unidos Emeka Okafor Carmelo Anthony Carlos Boozer Lamar Odom Dwyane Wade Tim Duncan Amare Stoudemire Shawn Marion Richard Jefferson Allen Iverson Stephon Marbury LeBron James |

### Primeira fase

#### Grupo A
| Equipe              | Pts | J | V | D | PP  | PC  |
| ------------------- | --- | - | - | - | --- | --- |
| Espanha             | 10  | 5 | 5 | 0 | 405 | 349 |
| Itália              | 8   | 5 | 3 | 2 | 371 | 341 |
| Argentina           | 8   | 5 | 3 | 2 | 414 | 396 |
| China               | 7   | 5 | 2 | 3 | 303 | 382 |
| Nova Zelândia       | 6   | 5 | 1 | 4 | 399 | 413 |
| Sérvia e Montenegro | 6   | 5 | 1 | 4 | 377 | 388 |

| 15 de agosto        |       |                     |
| Itália              | 71–69 | Nova Zelândia       |
| China               | 58–83 | Espanha             |
| Argentina           | 83–82 | Sérvia e Montenegro |
| 17 de agosto        |       |                     |
| Nova Zelândia       | 62–69 | China               |
| Sérvia e Montenegro | 74–72 | Itália              |
| Espanha             | 87–76 | Argentina           |
| 19 de agosto        |       |                     |
| Sérvia e Montenegro | 87–90 | Nova Zelândia       |
| Itália              | 63–71 | Espanha             |
| Argentina           | 82–57 | China               |
| 21 de agosto        |       |                     |
| Espanha             | 76–68 | Sérvia e Montenegro |
| Nova Zelândia       | 94–98 | Argentina           |
| China               | 52–89 | Itália              |
| 23 de agosto        |       |                     |
| Espanha             | 88–84 | Nova Zelândia       |
| Sérvia e Montenegro | 66–67 | China               |
| Itália              | 76–75 | Argentina           |

#### Grupo B
| Equipe         | Pts | J | V | D | PP  | PC  |
| -------------- | --- | - | - | - | --- | --- |
| Lituânia       | 10  | 5 | 5 | 0 | 468 | 414 |
| Grécia         | 8   | 5 | 3 | 2 | 389 | 343 |
| Porto Rico     | 8   | 5 | 3 | 2 | 410 | 411 |
| Estados Unidos | 8   | 5 | 3 | 2 | 418 | 389 |
| Austrália      | 6   | 5 | 1 | 4 | 383 | 411 |
| Angola         | 5   | 5 | 0 | 5 | 321 | 421 |

| 15 de agosto   |        |                |
| Angola         | 73–78  | Lituânia       |
| Porto Rico     | 92–73  | Estados Unidos |
| Grécia         | 76–54  | Austrália      |
| 17 de agosto   |        |                |
| Austrália      | 83–59  | Angola         |
| Lituânia       | 98–90  | Porto Rico     |
| Estados Unidos | 77–71  | Grécia         |
| 19 de agosto   |        |                |
| Estados Unidos | 89–79  | Austrália      |
| Porto Rico     | 83–80  | Angola         |
| Grécia         | 76–98  | Lituânia       |
| 21 de agosto   |        |                |
| Austrália      | 82–87  | Porto Rico     |
| Lituânia       | 94–90  | Estados Unidos |
| Angola         | 56–88  | Grécia         |
| 23 de agosto   |        |                |
| Lituânia       | 100–85 | Austrália      |
| Estados Unidos | 89–53  | Angola         |
| Grécia         | 78–58  | Porto Rico     |

### Classificação 9º-12º lugar

#### 11º-12º lugar
| 24 de agosto        |       |        |
| Sérvia e Montenegro | 85–62 | Angola |

#### 9º-10º lugar
| 24 de agosto  |       |           |
| Nova Zelândia | 80–98 | Austrália |

### Quartas de final
| 26 de agosto |        |                |
| Espanha      | 94–102 | Estados Unidos |
| Lituânia     | 95–75  | China          |
| Itália       | 83–70  | Porto Rico     |
| Grécia       | 64–69  | Argentina      |

### Classificação 5º-8º lugar

#### 7º-8º lugar
| 28 de agosto |       |         |
| China        | 76–92 | Espanha |

#### 5º-6º lugar
| 28 de agosto |       |        |
| Porto Rico   | 75–85 | Grécia |

### Semifinal
| 27 de agosto   |        |           |
| Estados Unidos | 81–89  | Argentina |
| Lituânia       | 91–100 | Itália    |

### Disputa pelo bronze
| 28 de agosto   |        |          |
| Estados Unidos | 104–96 | Lituânia |

### Final
| 28 de agosto |       |        |
| Argentina    | 84–69 | Itália |

### Classificação final
| Pos. | País                |
| ---- | ------------------- |
|      | Argentina           |
|      | Itália              |
|      | Estados Unidos      |
| 4    | Lituânia            |
| 5    | Grécia              |
| 6    | Porto Rico          |
| 7    | Espanha             |
| 8    | China               |
| 9    | Austrália           |
| 10   | Nova Zelândia       |
| 11   | Sérvia e Montenegro |
| 12   | Angola              |

## Feminino
| Ouro | Prata | Bronze |
| Estados Unidos Sue Bird Swin Cash Tamika Catchings Yolanda Griffith Shannon Johnson Lisa Leslie Ruth Riley Katie Smith Dawn Staley Sheryl Swoopes Diana Taurasi Tina Thompson | Austrália Lauren Jackson Rachael Sporn Natalie Porter Belinda Snell Laura Summerton Kristi Harrower Trish Fallon Suzy Batkovic Penny Taylor Sandy Brondello Allison Tranquilli Alicia Poto | Rússia Anna Arkhipova Irina Osipova Maria Kalmykova Maria Stepanova Ilona Korstin Tatiana Shchegoleva Elena Baranova Diana Gustilina Natalia Vodopyanova Oxana Rakhmatulina Olga Arteshina |

### Primeira fase

#### Grupo A
| Equipe    | Pts | J | V | D | PP  | PC  |
| --------- | --- | - | - | - | --- | --- |
| Austrália | 10  | 5 | 5 | 0 | 418 | 313 |
| Rússia    | 9   | 5 | 4 | 1 | 389 | 333 |
| Brasil    | 8   | 5 | 3 | 2 | 430 | 361 |
| Grécia    | 7   | 5 | 2 | 3 | 353 | 392 |
| Japão     | 6   | 5 | 1 | 4 | 381 | 485 |
| Nigéria   | 5   | 5 | 0 | 5 | 335 | 422 |

| 14 de agosto |        |           |
| Austrália    | 85–73  | Nigéria   |
| Japão        | 62–128 | Brasil    |
| Grécia       | 62–69  | Rússia    |
| 16 de agosto |        |           |
| Nigéria      | 73–79  | Japão     |
| Brasil       | 87–75  | Grécia    |
| Rússia       | 56–75  | Austrália |
| 18 de agosto |        |           |
| Japão        | 78–97  | Austrália |
| Grécia       | 83–68  | Nigéria   |
| Brasil       | 67–77  | Rússia    |
| 20 de agosto |        |           |
| Rússia       | 94–71  | Japão     |
| Austrália    | 77–40  | Grécia    |
| Nigéria      | 63–82  | Brasil    |
| 22 de agosto |        |           |
| Nigéria      | 58–93  | Rússia    |
| Brasil       | 66–94  | Austrália |
| Grécia       | 93–91  | Japão     |

#### Grupo B
| Equipe          | Pts | J | V | D | PP  | PC  |
| --------------- | --- | - | - | - | --- | --- |
| Estados Unidos  | 10  | 5 | 5 | 0 | 430 | 285 |
| Espanha         | 9   | 5 | 4 | 1 | 368 | 334 |
| República Checa | 8   | 5 | 3 | 2 | 418 | 375 |
| Nova Zelândia   | 7   | 5 | 2 | 3 | 321 | 415 |
| China           | 6   | 5 | 1 | 4 | 361 | 406 |
| Coreia do Sul   | 5   | 5 | 0 | 5 | 320 | 393 |

| 14 de agosto    |        |                 |
| Coreia do Sul   | 54–71  | China           |
| Estados Unidos  | 99–47  | Nova Zelândia   |
| Espanha         | 80–78  | República Checa |
| 16 de agosto    |        |                 |
| Nova Zelândia   | 81–73  | Coreia do Sul   |
| República Checa | 61–80  | Estados Unidos  |
| China           | 67–75  | Espanha         |
| 18 de agosto    |        |                 |
| China           | 83–98  | República Checa |
| Coreia do Sul   | 57–80  | Estados Unidos  |
| Espanha         | 91–57  | Nova Zelândia   |
| 20 de agosto    |        |                 |
| Nova Zelândia   | 79–77  | China           |
| Estados Unidos  | 71–58  | Espanha         |
| República Checa | 97–75  | Coreia do Sul   |
| 22 de agosto    |        |                 |
| Nova Zelândia   | 57–74  | República Checa |
| China           | 62–100 | Estados Unidos  |
| Espanha         | 64–61  | Coreia do Sul   |

### Classificação 9º-12º lugar

#### 11º-12º lugar
| 24 de agosto |       |               |
| Nigéria      | 68–64 | Coreia do Sul |

#### 9º-10º lugar
| 24 de agosto |       |       |
| Japão        | 63–82 | China |

### Quartas de final
| 25 de agosto   |        |                 |
| Rússia         | 70–49  | República Checa |
| Estados Unidos | 100–72 | Grécia          |
| Espanha        | 63–67  | Brasil          |
| Austrália      | 94–55  | Nova Zelândia   |

### Classificação 5º-8º lugar

#### 7º-8º lugar
| 27 de agosto |       |               |
| Grécia       | 87–83 | Nova Zelândia |

#### 5º-6º lugar
| 27 de agosto    |       |         |
| República Checa | 79–68 | Espanha |

### Semifinal
| 27 de agosto |       |                |
| Rússia       | 62–66 | Estados Unidos |
| Brasil       | 75–88 | Austrália      |

### Disputa pelo bronze
| 28 de agosto |       |        |
| Rússia       | 71–62 | Brasil |

### Final
| 28 de agosto |       |                |
| Austrália    | 63–74 | Estados Unidos |

### Classificação final
| Pos. | País           |
| ---- | -------------- |
|      | Estados Unidos |
|      | Austrália      |
|      | Rússia         |
| 4    | Brasil         |
| 5    | Chéquia        |
| 6    | Espanha        |
| 7    | Grécia         |
| 8    | Nova Zelândia  |
| 9    | China          |
| 10   | Japão          |
| 11   | Nigéria        |
| 12   | Coreia do Sul  |